# 爱德华·巴拉迪尔
爱德华·巴拉迪尔（法語：Édouard Balladur，法語發音：[edwaʁ baladyʁ]；1929年5月2日—），法國政治家，曾任法国总理（1993年－1995年）。

## 背景
巴拉迪尔出生在土耳其伊兹密尔一亚美尼亚家庭，1935年移居马赛。
1957年，他与Marie-Josèphe Delacour结婚，生有四个儿子。
1986年首次當選國民議會議員，其後于1988年、1993年、1997年、2002年四次當選國民議會議員。2006年他宣布不会参选连任国民議会议员。
1989至2008年擔任巴黎市議員，於1995年、2001年成功連任。

## 职业经历
1993年法國國民議會選舉，左派慘敗，右派政治聯盟取得超過三分之二的絕對多數，在國民議會577席中取得485席，左派聯盟僅取得92席，但屬保衛共和聯盟黨主席、曾任兩次總理的雅克·希拉克表示不會再次擔任總理，故推舉巴拉迪尔出任總理，曾有指條件是他不會于1995年參選總統。
在任期間，他與社會黨籍的總統密特朗關係良好。1995年他打破承諾，參與總統選舉，與前總理、巴黎市長希拉克及社會黨籍的若瑟潘競爭，但最終他未能進入第二輪投票選舉。
2017年，巴拉迪爾與曾任國防部長的弗朗索瓦·萊奧塔爾被起訴「共謀濫用公共財產」罪。2021年3月，巴拉迪爾獲判罪名不成立，萊奧塔爾被判罪名成立，判處入獄2年但緩刑及罰款10萬歐元。

## 巴拉迪尔内阁（1993.3.29－1995.5.10）
- 巴拉迪尔 - 总理
- 阿兰·朱佩 – 外交部长
- 弗朗索瓦·莱奥塔尔 – 国防部长
- 夏尔·帕斯夸 – 内政和区域规划部长
- Edmond Alphandéry – 经济部长
- 尼古拉·萨科齐 – 预算部长和政府发言人
- 热拉尔·隆盖 – 工业，外贸，邮政和电信部长
- 米歇尔·吉罗 – 劳工，就业和职业培训部长
- 皮埃尔·梅埃涅里 – 司法部长
- 弗朗索瓦·贝鲁 – 国家教育部长
- 菲利普·梅斯特 – 老兵和战争受害者部长
- 雅克·都蓬 – 文化和法语部长
- Jean Puech – 农业和鱼业部长
- 米谢勒·阿利奥-马里 – 青年和体育部长
- 多米尼克·佩尔邦 – 海外省和海外领地部长
- 贝纳尔·博松 – 运输，旅游及设备部长
- 西蒙娜·韦伊 – 社会事务，卫生和城市部长
- 米歇尔·陆森 – 合作部长
- 赫维·德夏雷特 – 住房部长
- 阿兰·卡里农 – 通信部长
- 安德烈·罗斯因诺特 – 公务员事务部长
- 阿兰·马德兰 – 公司和经济发展部长
- 弗朗索瓦·菲永 – 高等教育和研究部长

### 更换
- 1994年7月19日 – 通信部长阿兰·卡里农离开内阁部门取消。
- 1994年10月17日 – 何塞·罗西继任隆盖为工业，外贸，邮政和电信部部长。
- 1994年11月12日 – 贝尔纳·德勃雷继任陆森为合作部长。

## 参見
- 法国总理
- 法國民主聯盟